# Ивановка (Осиковское)
Ивановка (на руски: Ивановка) е село в Кантемировски район на Воронежка област на Русия. Намира се на 8 km от Осиковка и на 35 km източно от Кантемировка.
Влиза в състава на селището от селски тип Осиковское.

## География

### Улици
- ул. Мира.

## История
Ивановка възниква през 1773 г. и първоначално е наречено Клубновка. Във връзка с преминаването му във владение на майор Иван Куколевски, започва да се нарича Ивановка, по неговото име.
По данни от 1995 г. в селото има 41 къщи и 110 жители.
През 2010 г. в селото живеят 80 души.